# Pique-nique sur la plage
Série Donald Duck
Pour plus de détails, voir Fiche technique et Distribution.
Pique-nique sur la plage (Beach Picnic) est un court métrage d'animation américain des studios Disney avec Donald Duck et Pluto, sorti le 9 juin 1939.

## Synopsis
Donald est à la plage. Après avoir gonflé une bouée en forme de cheval qu'il nomme Seabiscuit, il décide de se moquer de Pluto qui dort sur le rivage. Mais bientôt arrive une armée de fourmis qui convoite son pique-nique...

## Fiche technique
- Titre original : Beach Picnic
- Titre français : Pique-nique sur la plage
- Série : Donald Duck
- Réalisation : Clyde Geronimi
- Scénario : Carl Barks, Jack Hannah
- Animation : Shamus Culhane, Al Eugster, Milt Schaffer
- Musique : Paul J Smith
- Production : Walt Disney
- Société de production : Walt Disney Productions
- Société de distribution : RKO Radio Pictures
- Format : Couleur (Technicolor) - 1,37:1 - Son mono (RCA Sound System)
- Durée : 8 min
- Langue : Anglais
- Pays de production :  États-Unis
- Date de sortie :
  - États-Unis : 9 juin 1939

## Voix originales
- Clarence Nash : Donald
- Lee Millar : Pluto

## Voix françaises
Ce cartoon était exploité dans Mickey, Donald, Pluto et Dingo en vacances en 1974, mais laissé en VO et doublé en 1989, puis une nouvelle fois dans les années 2010.
- Sylvain Caruso : Donald Duck
- Laurent Morteau : le narrateur (doublage récent)

## Commentaires
Ce film est un « classique » comportant des scènes mémorables comme celle des fourmis emportant le panier-repas de Donald, ou Pluto aux prises avec du papier tue-mouche.

## Titre en différentes langues
Source : IMDb
- Allemagne : Picknick am Strand
- Suède : Kalle Anka badar / Kalle Ankas picknick

## Sorties DVD
- Les Trésors de Walt Disney : Donald de A à Z, 1re partie (1934-1941).